# Elseya lavarackorum
Elseya lavarackorum е вид влечуго от семейство Chelidae. Видът е застрашен от изчезване.

## Разпространение
Видът е ендемичен за Северна Австралия в северозападната част на Куинсланд и североизточната Северна територия.